# Frank Macfarlane Burnet
Frank Macfarlane Burnet (3 de septiembre de 1899 – 31 de agosto de 1985) fue un biólogo australiano. Fue galardonado con el Premio Nobel de Medicina en 1960, junto con Peter Brian Medawar, por el descubrimiento de la tolerancia a tejidos trasplantados.
Sus estudios en virología le condujeron a ser reconocido como uno de los más grandes científicos australianos. En 1944 ocupó el puesto de director del Walter and Eliza Hall Institute, en Melbourne.

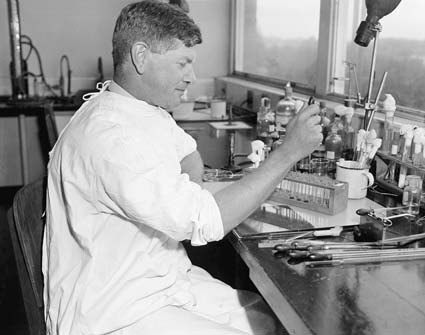
Frank Macfarlane Burnet en el laboratorio.